# Hormuz
Hormuz o Hormoz, anticamente Ormus, in farsi هرمز, è un'isola del Golfo Persico che fa parte del territorio iraniano di Hormozgan. Amministrativamente è una delle 3 circoscrizioni dello shahrestān di Qeshm, con la città di Hormoz.

## Geografia
Essa si trova nel centro dello stretto di Hormuz, a 18 km E dall'isola Qeshm e a SE di Bandar Abbas. Ha un'area di 42 km², con la parte più larga di 8 km e il punto più alto di 186 metri sul livello del mare.
L'isola non ha acqua potabile: l'acqua le arriva dal continente tramite un acquedotto. L’isola è priva di vegetazione autoctona; specialisti botanici iraniani hanno tentato di costituirvi una vegetazione impiantandovi mangrovie della specie Avicennia marina.

## Storia
Fino al XIV secolo l'isola era conosciuta come isola di Jarūn, mentre Hormuz era il nome di una famosa e antica città commerciale sul continente, probabilmente situata lungo il fiume Mīnāb. Verso il 1300 i danni causati dalle frequenti incursioni dei Mongoli spinsero il XV emiro di Hormuz a spostarsi con molti dei suoi sudditi prima, per un breve periodo, sull'isola di Kīsh, per sistemarsi poi definitivamente sull'isola di Jarūn. Questa nuova Hormuz diventò presto il principale centro commerciale del Golfo persico, attirando immigrati dal continente e commercianti che arrivavano fino dalla lontana India. Coloro che visitavano Hormuz la descrivevano come una città con grandi fortificazioni, molto attiva e opulenta. Non tardò ad attirar anche alcuni commercianti europei, soprattutto portoghesi.

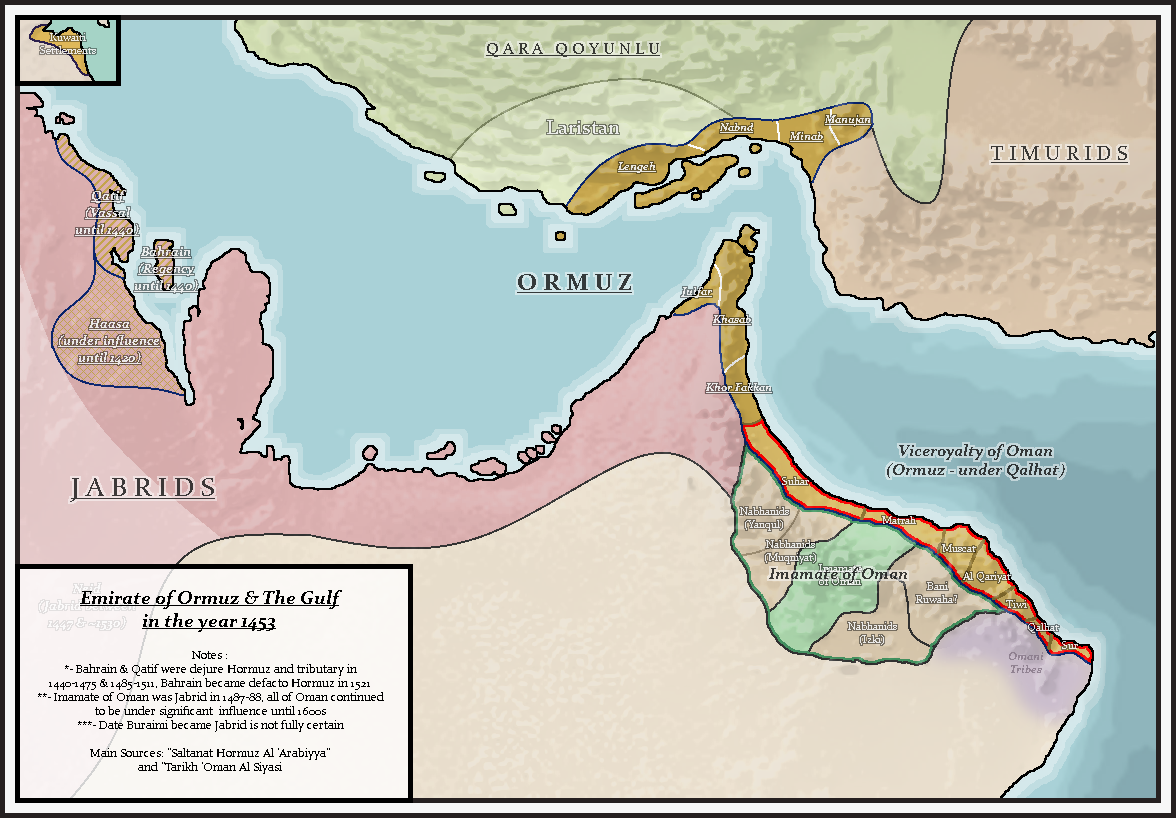
Emirato di Hormuz nel XV secolo

Nel 1507 l'ammiraglio ed accentratore portoghese Alfonso de Albuquerque (anche conosciuto come Alfonso il Grande) assediò l'isola di Hormuz e, dopo una battaglia, la conquistò nel tentativo di istituire una terna di basi portoghesi a Goa (nell'odierna India), Aden (nell'odierno Yemen) e Malacca (nell'odierna Malaysia). Il castello di Hormuz, che egli iniziò a edificare nello stesso anno, fu ultimato nel 1515; nel frattempo Alfonso prese Goa nel 1510 e Malacca nel 1511. Nel 1515 ritornò a Goa da Hormuz per essere informato dalle autorità portoghesi che era esonerato dal suo incarico. Morì lo stesso anno a Goa. I portoghesi avevano a Hormuz la loro base fortificata e, riuscendo a espandere rapidamente le loro conquiste, giunsero a controllare la navigazione del Golfo Persico. Praticamente i commerci con i porti dell'India, dell'Estremo Oriente, di Mascate (Oman) e del Golfo passavano per Hormuz, che conobbe per più di un secolo un periodo di grande prosperità sotto i portoghesi, la cui amministrazione era famosa per la sua giustizia e tolleranza religiosa.
Il controllo portoghese delle maggiori rotte commerciali non poteva però non far sorgere il risentimento della Persia e delle altre potenze imperiali che stavano allora nascendo. Nel 1550 le forze ottomane assediarono la fortezza di Hormuz per un mese senza riuscire tuttavia ad impadronirsi dell'isola. All'inizio del secolo successivo lo scià Abbas I concesse alla Compagnia britannica delle Indie orientali i diritti d’avviare commerci con la Persia attraverso il porto di Jāsk, destando così le ire dei portoghesi. Abbās convinse gl’inglesi ad inviar un reparto militare per assisterlo e nel 1662 questa spedizione congiunta, nonostante la difesa dei portoghesi, riuscì ad impadronirsi dell'isola di Hormuz. In seguito lo scià scelse la piccola città costiera di Gāmerūn come nuovo sbocco del commercio persiano e la chiamò Bandar-é Abbās. Hormuz cadde rapidamente in un declino da cui non si riprese più e nel giro di pochi anni i suoi splendori si ridussero in rovine.

## Galleria d'immagini

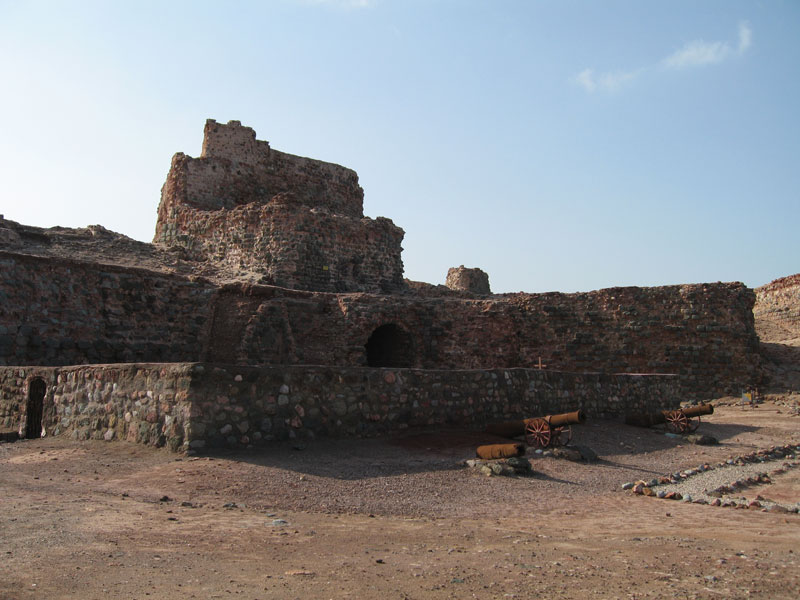
Il forte Nostra Signora della Concezione, o Castello Portoghese
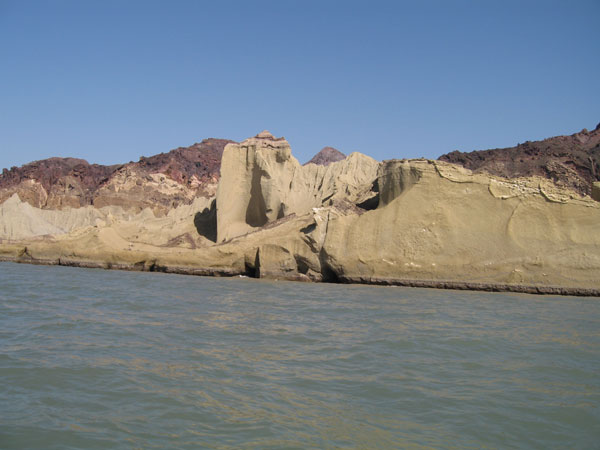
Costa
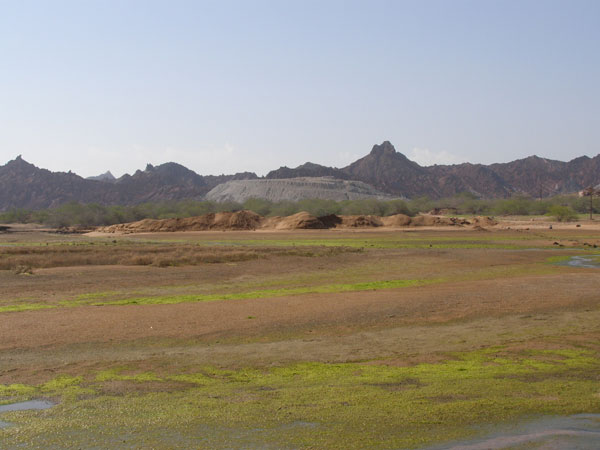
Boschetto di Avicennia marina